# Mariem Hassan
Mariem Hassan   (Smara, 15 d'octubre de 1958 - camps de refugiats de la província de Tindouf, 22 d'agost de 2015) va ser una cantant i lletrista sahrauí que cantava en hassania, un dialecte del l'àrab parlat principalment al Sàhara Occidental i Mauritània, i ocasionalment en castellà amb motiu de l'antic estatus del Sàhara Occidental com a colònia espanyola.

## Biografia
Mariem Hassan era la tercera de deu germans d'una família nòmada. La música i la poesia eren elements importants a la seva la família i diversos parents eren cantants, poetes o ballarins. El 1975, arran de la Marxa Verda i de l'Acord tripartit de Madrid que cedien el territori sahrauí als estats veïns del Marroc i Mauritània, va traslladar-se amb la seva família, primer a Meharrize i finalment als camps de refugiats de la província de Tindouf, a Algèria, on va treballar com a infermera. Tres dels seus germans van ser assassinats durant la guerra del Sàhara Occidental. Hi va viure fins al 2002, quan per motius laborals i de salut es va traslladar primer a Barcelona i després a Sabadell, on va viure amb el seu marit i les seves dues filles. Va tornar al Sàhara Occidental un temps abans de la seva mort el 2015.
A principis de 1976, Hassan es va unir al grup musical Shahid El Hafed Buyema, que després de la mort en combat d'El Uali Mustafa Sayed, el primer president de la República Àrab Sahrauí Democràtica, es va convertir en Shahid El Uali. Va viatjar amb el grup a molts països, tocant en esdeveniments culturals i encapçalant diversos festivals de músiques del món.
El 1998, Shadid El Uali es va dissoldre, i Hassan va començar la seva carrera en solitari amb un parell de cançons al disc recopilatori Sahrauis: The Music of the Western Sahara (A pesar de las heridas). Per als següents concerts a Europa, va estar acompanyada pel grup Leyoad. Després de l'èxit de les seves actuacions en directe, van gravar l'any 2000 l'àlbum Mariem Hassan con Leyoad.
L'any 2004 just abans d'iniciar una gira europea, va rebre un diagnòstic de càncer de mama. Va començar a rebre tractament després de tornar a Catalunya i s'hi va quedar de manera permanent a causa de la malaltia. El 2005 es va publicar el seu veritable primer àlbum en solitari. Deseos, una interpretació personal de la música tradicional haul, i el març de 2005 va ser hospitalitzada per a rebre tractament. Hassan va actuar al Womex 2005 a Newcastle upon Tyne, i en diverses edicions i localitzacions del festival WOMAD.
L'any 2010 es va publicar un nou disc, Shouka, que va representar una aproximació profunda a la tradició haul i fins i tot a les arrels de la música azawan, però també amb influències occidentals. La cançó principal «Shouka» s'estructura com una cantata, tocant tots els ritmes de la música tradicional sahrauí, en la qual Hassam dona resposta paràgraf a paràgraf al discurs de Felipe González de 1976 als camps de refugiats sahrauís. Alguns crítics van comparar el seu so amb grups tuàregs com Tinariwen.
El març de 2011, va actuar durant tres dies consecutius a Caracas durant la Semana Cultural Saharaui. A finals de març del 2012 es va publicar el seu tercer àlbum en solitari titulat El Aaiún egdat («Al-Aaiun en flames»), inspirat en els enfrontaments al campament sahrauí de Gdeim Izik i en la Primavera Àrab. Aquest treball va marcar un canvi musical, incloent sons de blues i jazz a les estructures tradicionals haul. Diverses cançons compten amb lletres escrites per poetes sahrauís a l'exili, com Ali Bachir i Lamin Allal. Al juny va tocar a Chiasso. L' àlbum El Aaiún egdat va assolir des del principi el número 1 a la World Music Charts Europe el juliol de 2012. Al novembre Mariem Hassan va ser un dels caps de cartell de la III edició del Festival du Sahel a Lompoul.
Hassan va ser objecte d'una pel·lícula documental de 2007, Mariem Hassan, la voz del Sáhara. L'octubre de 2014 es va publicar la biografia oficial de Hassan en forma de novel·la gràfica, Mariem Hassan. Soy Saharaui, escrita i il·lustrada pels autors italians Gianluca Diana, Andromalis i Federica Marzioni.

## Discografia

### Àlbums d'estudi

#### En col·laboració
- 2002 Mariem Hassan con Leyoad
- 2015 Baila, Sáhara, baila, Nubenegra, (Mariem Hassan i Vadiya Mint el Hanevi)
- 2017 La voz indómita, Nubenegra.[25]

#### En solitari
- 2005 Deseos
- 2010 Shouka
- 2012 El Aaiun egdat